# Mii-tool
mii-tool est une commande Linux permettant d'afficher et modifier certains paramètres de la carte réseau, comme sa vitesse ou son duplex.
Son nom provient de l'anglais tool (outil) et MII, sigle de Media-independent interface (en) (interface indépendante du média physique).
Depuis 2003, elle est considérée comme obsolète et remplacée par ethtool.

## Exemple
Afficher les paramètres actuels :
```
 
mii-tool
eth0:
 
no
 
autonegotiation,
 
100baseTx-HD,
 
link
 
ok

```

Pour forcer la vitesse en 1 Gbit/s et le duplex en full sur le port 1 (eth0) :
```
 
mii-tool
 
-F
 
1000baseTx-FD
 
eth0

 
mii-tool
eth0:
 
1
 
000
 
Mbit,
 
full
 
duplex,
 
link
 
ok

```